# Larvivora akahige
El ruiseñor japonés (Larvivora akahige) es una especie de ave paseriforme de la familia Muscicapidae propia del archipiélago japonés y el este de China.

## Distribución y hábitat

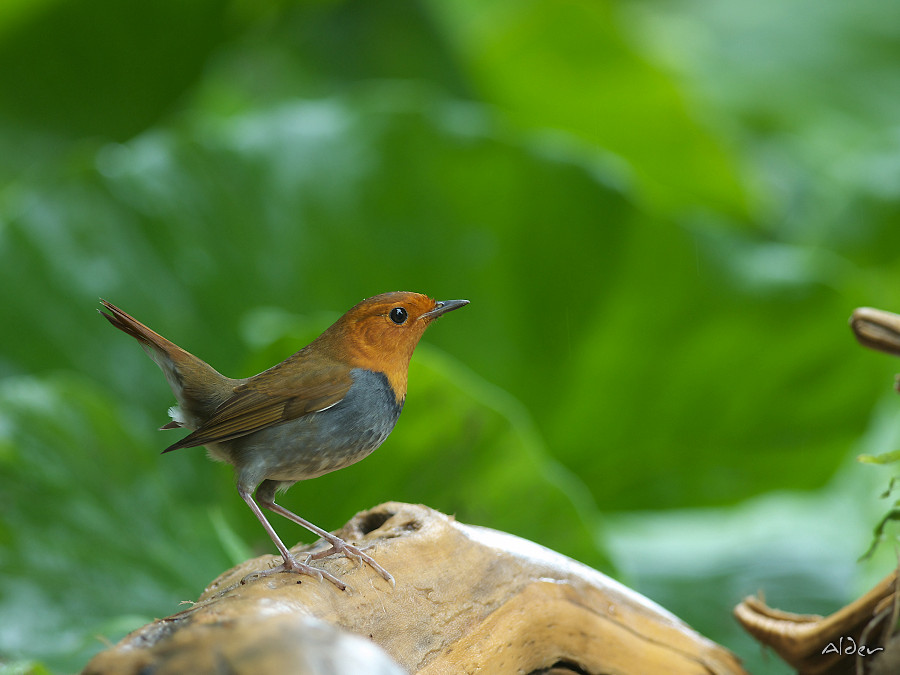
Macho.

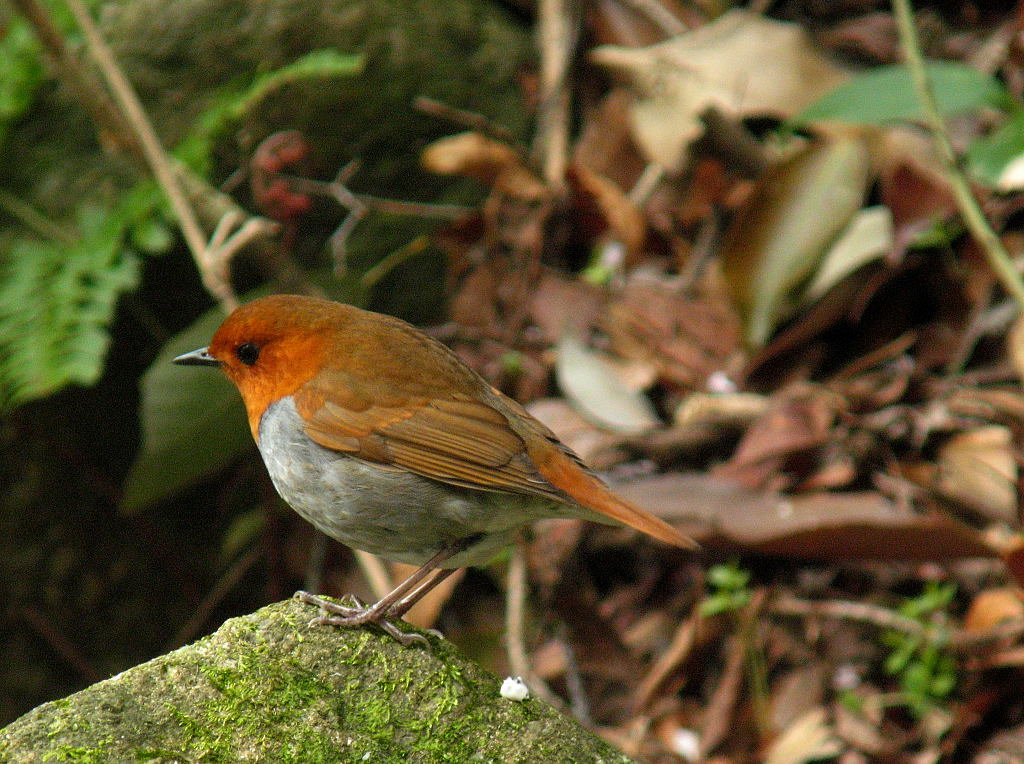
Hembra.

Cría en los bosques de las islas del archipiélago japonés, incluido el sur de la isla de Sajalín, además de las islas Kuriles meridionales y otras islas menores. Migra para pasar el invierno en el este de China.

## Taxonomía
El ruiseñor japonés fue descrito científicamente en 1835 por el zoólogo holandés Coenraad Jacob Temminck, con el nombre binomial de Sylvia akahige. Posteriormente fue clasificado en el género Erithacus, junto al ruiseñor de Okinawa y el petirrojo europeo. Pero un estudio filogenético de 2006 demostró que las dos especies asiáticas estaban más próximas al ruiseñor azul (en aquel momento en Luscinia) que al petirrojo. Un amplio estudio de 2010 lo confirmó, y además demostró que el género Luscinia no era monofilético. Entonces se reinstauró el género Larvivora para reubicar al clado que contenía al ruiseñor japonés, el ruiseñor de Okinawa, el ruiseñor azul y otras especies que se clasificaban en Luscinia.
El nombre científico de esta especie, akahige (barbirrojo), es algo confuso, ya que aunque sea descriptivo, es el nombre común en japonés de su pariente el ruiseñor de Okinawa (Larvivora komadori), y viceversa, el nombre científico de este último, komadori, es el nombre común en japonés del ruiseñor japonés.
Se reconocen dos subespecies:
- L. a. akahige (Temminck, 1835) - se encuentra en Sajalín, las Kuriles meridionales y las islas principales de Japón;
- L. a. tanensis (Kuroda, 1923) - presente en algunas islas menores del sur del archipiélago japonés (las islas Izu y las islas cercanas a Kyūshū).